# Айоо-де-Відріалес
Айоо-де-Відріалес (ісп. Ayoó de Vidriales) — муніципалітет в Іспанії, у складі автономної спільноти Кастилія-і-Леон, у провінції Самора. Населення — 380 осіб (2010).
Муніципалітет розташований на відстані близько 270 км на північний захід від Мадрида, 75 км на північ від Самори.
На території муніципалітету розташовані такі населені пункти: (дані про населення за 2010 рік)
- Айоо-де-Відріалес: 272 особи
- Карраседо: 34 особи
- Конгоста: 74 особи

## Демографія
Динаміка населення (INE ):